# Mirosław Twaróg
Mirosław Twaróg (ur. 19 maja 1944 w Gnieźnie) – dziennikarz i pedagog. 

## Życiorys
Absolwent filologii polskiej Uniwersytetu Mikołaja Kopernika w Toruniu. Członek Polskiej Zjednoczonej Partii Robotniczej. Redaktor naczelny "Pod Wiatr". Autor koncepcji i szef Międzyszkolnych Regionalnych Warsztatów Dziennikarskich. W 2010 roku otrzymał w uznaniu za wieloletnie prowadzenie edukacji dziennikarskiej wśród młodzieży nagrodę imienia Tadeusza Nowakowskiego.
W czasie studiów – współpracownik toruńskich "Nowości", autor słuchowisk w III Programie Polskiego Radia. Pracę magisterską nt. powieści Stanisława Rembeka "W polu" i "Nagan" napisał pod kierunkiem prof. dr hab. Artura Hutnikiewicza.
Po ukończeniu studiów – nauczyciel języka polskiego w Liceum Ogólnokształcącym w Wąbrzeźnie. Od września 1971 – w Bydgoszczy jako dziennikarz "Ilustrowanego Kuriera Polskiego". Odtąd jego pasja zawodowa rozwija się w dwóch kierunkach: dziennikarskim i pedagogicznym.
W dziennikarstwie przeszedł wszystkie szczeble kariery zawodowej – od młodszego redaktora do redaktora naczelnego i wydawcy. W lutym 1974 rozpoczął pracę trwającą do końca 1982 w ogólnopolskim tygodniku społeczno – kulturalnym "Fakty", pełniąc tam obowiązki m.in. reportera, kierownika działu kultury i oświaty, reportażu i sekretarza redakcji. W latach 1983–1987 był publicystą i kierownikiem działu oświaty i nauki w tygodniku "Kujawy". W 1989 – korespondentem regionalnym "Rzeczpospolitej". W latach 1990–1992 publicystą w tygodniku "Kujawy i Pomorze" i redaktorem naczelnym "Tygodnika Bydgoskiego". Przez rok (1995–1996) – redaktorem naczelnym "Ilustrowanego Kuriera Polskiego". Rezygnując z tej funkcji rozstał się ostatecznie z czynnym uprawianiem dziennikarstwa na rzecz pracy z młodzieżą zainteresowaną tym zawodem. Od października 1993 wydaje własne czasopismo młodzieżowe "Pod Wiatr".
Autor koncepcji i szef Międzyszkolnych Regionalnych Warsztatów Dziennikarskich, prowadzonych od 1 września 1992.
Inicjator i organizator skutecznej akcji prasowej na rzecz powołania w Bydgoszczy pierwszej w Polsce szkoły średniej dla niewidomych, wieloletni patron prasowy inicjatywy zbudowania w Fordonie Ośrodka Szkolno – Wychowawczego dla Dzieci i Młodzieży Słabosłyszącej, przewodniczący Rady Programowej Kujawsko-Pomorskiego Centrum Edukacji Ekologicznej w Bydgoszczy, współzałożyciel i prezes Stowarzyszenia Sympatyków Dziennikarstwa Młodzieżowego w Bydgoszczy.
Wielokrotnie nagradzany za działalność dziennikarską, m.in. Medalem Komisji Edukacji Narodowej, Złotym Krzyżem Towarzystwa Walki z Kalectwem, nagrodą Prezydenta Bydgoszczy, II Nagrodą im. Wincentego Rzymowskiego oraz Dyplomem Uznania Polskiego Stowarzyszenia Autorów, Dziennikarzy i Tłumaczy w Europie (APATJE) z siedzibą w Paryżu.
Żonaty od 1967. Żona Anna – wieloletni nauczyciel fizyki w VI Liceum Ogólnokształcącym w Bydgoszczy. Córka Katarzyna – dziennikarka, absolwentka filologii polskiej (Uniwersytet Mikołaja Kopernika w Toruniu) i teologii (Akademia Teologii Katolickiej w Warszawie).